# Торига Насьйональ

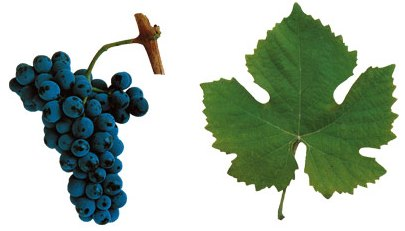
Лист і гроно Торига насьональ

Торига Насьйональ або Турига Насьйональ (порт. Touriga Nacional) — португальський технічний сорт червоного винограду. 

## Розповсюдження
Торига Насьйональ є автохтонним португальським сортом винограду, вирощується у виноробному регіоні Дау та майже на всій іншій території Португалії окрім островів. Також невеликі площі виноградників є в Іспанії, Австралії, Бразилії, Аргентині, США, Південній Африці, Уругваї.

## Характеристики сорту
Належить до еколого-географічної групи західноєвропейських сортів винограду. Період від початку розпускання бруньок до повної зрілості ягід приблизно 145-150 днів при сумі активних температур 3000 °C. Кущі середньорослі. Сила росту лози середня. Утворює невелику кількість пасинків. Молоде листя зелене з мідним відтінком, з павутинним опушенням середньої щільності на нижній поверхні. Зрілі листя невеликі, п'ятилопатеві, пласкі, середньо-зелені; нижня поверхня зі змішаним опушенням середньої щільності. Квітка гермафродитна. Цвітіння раннє. Гроно невелике, циліндроконічне, середньої щільності. Ягоди дрібні й середні, округлі або округло-овальні, чорні, вкриті шаром кутину, із середньої товщини шкіркою. 
Врожайність 80-120 ц/га. Сорт винограду Туріга має підвищену стійкість до морозів і грибних хвороб, щодо інших сортів лат. vitis vinifera.

## Характеристики вина
Торига Насьйональ є основним сортом для виробництва портвейну. Вина з Туріга відрізняються високим вмістом танінів, спирту та насиченим кольором. 